# Operacja Asaf
Operacja Asaf (hebr. מִבְצָע אָסָף, Miwca Asaf) – izraelska operacja wojskowa przeprowadzona podczas I wojny izraelsko-arabskiej w dniach 5-7 grudnia 1948 przeciwko egipskiej armii w zachodniej części pustyni Negew. Operacja zakończyła się sukcesem Izraelczyków.

## Tło wydarzeń
Na mocy Rezolucji Zgromadzenia Ogólnego ONZ nr 181 z dnia 29 listopada 1947, w Palestynie miały powstać dwa państwa: żydowskie i arabskie. W wyniku odrzucenia przez Arabów planu podziału Palestyny, w listopadzie 1947 wybuchła wojna domowa w Palestynie (1947–1948), której kontynuacją była rozpoczęta w maju 1948 I wojna izraelsko-arabska. W przeciwieństwie do wcześniejszej wojny domowej, była to typowa wojna o charakterze konwencjonalnym, w którym zaangażowało się szereg państw arabskich. Na froncie południowym, część pustyni Negew, pas wybrzeża i większą część Judei zajęły wojska egipskie. Po serii ciężkich walk, w październiku Izraelczycy przeszli do kontrofensywy i w trakcie operacji Jo’aw (15-22 października) zajęli miasto Beer Szewa, przejmując inicjatywę na froncie południowym.
W wyniku operacji Jo’aw wojska egipskie poniosły tak dotkliwe straty, że praktycznie zostały wyeliminowane z jakichkolwiek działań ofensywnych. Nie oznaczało to jednak końca walk na froncie południowym. Egipski korpus ekspedycyjny został podzielony na trzy odrębne zgrupowania, które zajmowały pozycje w następujących obszarach: (1) regionie nadmorskim, (2) regionie centralnym wokół wioski al-Faludża i (3) regionie wschodnim wokół Hebronu. Pomiędzy Irak Suwajdan a Irak al-Manszija utknęły w okrążeniu trzy bataliony piechoty (tzw. „worek al-Faludża”). Egipskie dowództwo obawiało się, że pozostałe jednostki mogą również znaleźć się w podobnej sytuacji co okrążona 4 Brygada, dlatego podjęło decyzję o wycofaniu na południe wszystkich wojsk zlokalizowanych na północ od wioski Bajt Hanun. W dniu 28 października egipscy żołnierze opuścili rejon wioski Isdud, a 6 listopada al-Majdal. Opuszczone tereny natychmiast zajęli Izraelczycy. Przy okazji zajęto rejon zniszczonego kibucu Jad Mordechaj. Dużą trudnością był pozostający z tyłu tzw. „worek al-Faludża”, gdzie znajdowała się otoczona 4 Brygada. Zakładano, że Egipcjanie zdołają wytrzymać w oblężeniu maksimum do dwóch tygodni czasu. Nie podejmowano więc żadnych większych działań operacyjnych, koncentrując się jedynie na uszczelnieniu pierścienia okrążenia. Przedłużające się jednak oblężenie, wiązało na południu znaczne siły, które nie mogły być użyte na innych odcinkach walk. Poszukując rozwiązania izraelskie dowództwo podjęło decyzję o przeprowadzeniu w dniu 9 listopada operacji Szmone. W jej wyniku zdobyto strategiczny fort Irak Suwajdan, biorąc do niewoli 180 egipskich żołnierzy. W znacznym stopniu zmniejszono obszar „worka al-Faludża”, ograniczając go tylko do rejonu dwóch wiosek – al-Faludża i Irak al-Manszija. Znajdujące się tam siły egipskiej 4 Brygady nie miały praktycznie już szans na wyrwanie się z okrążenia.
Operacja wywołała jednak duże oburzenie Rady Bezpieczeństwa ONZ. Pojawiły się w niej głosy o możliwości uznania Izraela agresorem. Dla izraelskiego rządu szczególnie niebezpiecznym była rosnąca irytacja Wielkiej Brytanii, która mogła znieść embargo na dostawy broni na Bliski Wschód lub zdecydować się na interwencję zbrojną w regionie. Każde z takich posunięć byłoby korzystne dla państw arabskich, i utrudniłoby realizację dalszych planów izraelskich. Egipski ambasador przy ONZ, Mahmoud Fawzi, zaproponował wówczas wycofanie wojsk z Palestyny w zamian za ustalenie granicy na linii al-Majdal – Bajt Dżibrin – Morze Martwe. Gdyby Izrael wyraził na to zgodę, oznaczałoby to dla niego rezygnację z całej pustyni Negew, w tym także obszarów zajętych w październiku podczas operacji Jo’aw. W odpowiedzi Izraelczycy powiedzieli, że granica powinna przebiegać na linii granicy Palestyny sprzed wojny. Kolejnym egipskim warunkiem rozpoczęcia rozmów pokojowych było uwolnienie z okrążenia 4 Brygady. Izraelczycy wyrazili zgodę, pod warunkiem, że zdjęciu okrążenia będzie towarzyszyło rozpoczęcie rozmów. Stanowiska obu stron jednak usztywniały się, a liczba problemów narastała, uniemożliwiając osiągnięcie porozumienia. Dawid Ben Gurion widząc nieskuteczność działań dyplomatycznych, rozkazał Sztabowi Generalnemu przygotowanie operacji militarnej w celu zajęcia północno-wschodniego obszaru pustyni Negew, położonego pomiędzy Beer Szewą a Morzem Martwym. Działaniom tym sprzeciwiał się szef Południowego Dowództwa generał Jigal Allon, który twierdził, że spowoduje to nadmierne rozproszenie i tak niewielkich własnych sił. Jednak Ben Gurion przeforsował swoją koncepcję i przystąpiono do przegrupowania jednostek. W dniach 23-25 listopada przeprowadzono operację Lot, w trakcie której oczyszczono z sił arabskich północno-wschodnią część pustyni Negew oraz przywrócono komunikację z Morzem Martwym.
Tymczasem w rejonie Strefy Gazy oddziały egipskie prowadziły działania dywersyjne polegające na minowaniu okolicznych dróg, ostrzale moździerzowym sąsiednich osiedli żydowskich oraz atakowaniu konwojów z zaopatrzeniem. Celem tych ataków było przejęcie kontroli nad strategiczną drogą z Gazy do Beer Szewy. Egipcjanie spodziewali się, że w niedługim czasie nastąpi ogłoszenie trwałego zawieszenia broni, i wówczas będą mogli zgłosić pretensje do kontroli nad obszarem zachodniego Negewu. Do tego czasu prowadzono te dywersyjne działania, które przynosiły dotkliwe straty Izraelczykom, a ich intensywność przybrała z czasem postać „pełzającej” ofensywy w kierunku wschodniej. Wywołało to zaniepokojenie izraelskiego dowództwa, które rozlokowało Brygadę Jiftach na pozycjach obronnych wzdłuż linii Bajt Hanun – Nir Am – Be’eri. Działania te nie przyniosły pożądanego rezultatu, ponieważ żołnierze byli przemęczeni nieustannymi walkami i patrolami nocnymi. Egipcjanom udało się nawet wbić klin w izraelskie pozycje pomiędzy kibucami Be’eri i Nirim, stwarzając zagrożenie dla okolicznych osiedli. W tej sytuacji, w rejon działań przerzucono z północy elitarną Brygadę Golani, która dotarła na południe na początku grudnia. Równocześnie zluzowano Brygadę Jiftach, a jej miejsce zajęła sprowadzona z frontu centralnego Brygada Aleksandroni. Przegrupowanie tak dużych sił przyniosło z sobą zmianę sytuacji na południu, umożliwiającą dowództwu izraelskiemu przygotowanie planu operacji Asaf. Jej celem było odzyskanie kontroli nad drogą z Beer Szewy do Gazy, oraz oczyszczenie z sił arabskich zachodniej części pustyni Negew.

## Układ sił

### Siły arabskie
W rejonie Strefy Gazy stacjonowały główne siły egipskiego korpusu ekspedycyjnego. Ich trzon stanowiła 2 Brygada (dwa bataliony piechoty) wspierana batalionem sudańskich ochotników. Trzeci batalion stanowił odwód. Rezerwę stanowiła 3 Brygada (dwa rezerwowe bataliony piechoty oraz batalion ochotników z Arabii Saudyjskiej). W rejonie miasta Gaza stacjonowała jedna bateria, a przy Rafah druga bateria artylerii. Obszaru Rafah bronił batalion ochotników. Bardziej na południu, w kierunku na Al-Arisz rozlokowano zaplecze administracyjne i techniczne wojsk, oraz magazyny i szpital. Siły te dysponowały około 20-30 działami artylerii, 30 czołgami i około 20 samochodami pancernymi. Dodatkowe wsparcie zapewniały moździerze, działa przeciwpancerne i ciężkie karabiny maszynowe. Egipskie Siły Powietrzne dysponowały w tym czasie 41 samolotami, z czego jedynie 31 było gotowych do walki.

### Siły żydowskie
Siły Obronne Izraela przygotowały do przeprowadzenia operacji Asaf część dwóch brygad. Trzon nacierających sił stanowił 89 Batalion z 8 Brygady Pancernej. Druga falę stanowił 13 Batalion z Brygady Golani, którzy miał zadanie oczyszczania terenu i bronienia nowo zajętych pozycji. Całością operacji dowodził Jicchak Sade.

## Przebieg operacji
Operacja Asaf rozpoczęła się rankiem 5 grudnia 1948. Z kibucu Gewulot wyruszyła zmechanizowana kolumna 89 Batalionu, uzbrojonego w transportery opancerzone. Równolegle do niej nacierała piechota górska 13 Batalionu, który wyruszył z kibucu Urim. Pierwsza faza operacji przebiegła pomyślnie. Egipcjanie zostali zaskoczeni izraelskim natarciem i w popłochu opuszczali zajmowane pozycje. Kolumna pancerna dotarła w rejon wioski Abasan al-Kabira, gdzie napotkała na pierwszy opór. Dzięki temu, do wieczora izraelscy żołnierze bez strat własnych zajęli większość planowanych pozycji, tworząc wieczorem linię obronną pomiędzy kibucami Magen, Nirim i Nir Am.
Rankiem 6 grudnia Izraelczycy wznowili natarcie, zajmując czwarty strategiczny punkt. Jednak w trakcie wykonywania tego natarcia, izraelscy żołnierze zostali ostrzelani przez Egipcjan z sąsiednich pozycji obronnych. Przy próbie zajęcia tych pozycji, żołnierze weszli na pole minowe, ponosząc przy tym straty. Spowodowało to zamieszanie w izraelskim natarciu i konieczność przegrupowania sił. Sytuację tę starali się wykorzystać Egipcjanie, którzy przygotowali kontratak z użyciem batalionu piechoty, kompanii czołgów i wsparciem artylerii. W walce uczestniczyła nowo sformowana kompania pancerna, uzbrojona w lekkie czołgi M22 Locust. Większość tych kontrataków była skierowana w rejon kibucu Magen, gdzie wzgórze Szejk Noran dominowało nad całą okolicą. Podczas jednego z takich ataków, egipskie czołgi prawie przełamały izraelskie pozycje obronne, zostały jednak powstrzymane. W ciężkiej walce zniszczonych zostało pięć z dwunastu egipskich czołgów. Wraz z nadejściem zmierzchu, egipskie dowództwo wstrzymało dalsze kontrataki, nie wiedząc, że siły żydowskie były bliskie załamania. Pod przykryciem ciemności nocy przeprowadzono reorganizację oddziałów i odbudowę pozycji obronnych.

Popołudniem 7 grudnia Egipcjanie planowali przeprowadzenie kolejnego kontrataku, jednak izraelski samolot rozpoznawczy wykrył miejsce koncentracji egipskich oddziałów. W celu przeciwdziałania mu, przeprowadzono wyprzedzające natarcie w lewą flankę egipskich sił, zmuszając je do wycofania się. Na polu bitwy doliczono się później ponad stu ciał zabitych egipskich żołnierzy. Atak ten został określony jednym z najbardziej błyskotliwych z całej wojny. Jigael Jadin tego samego dnia wysłał depeszę gratulacyjną do żołnierzy: 
„Przyjmijcie moje uznanie za odważny atak na egipski batalion pancerny we wtorek 7 grudnia 1948.”

## Reakcje i następstwa
Izraelska operacja zakończyła się sukcesem, uniemożliwiając Egipcjanom przejęcie kontroli nad zachodnią częścią pustyni Negew. W ciągu następnych dwóch tygodni izraelscy żołnierze umocnili swoje pozycje obronne, tworząc fortyfikacje ziemne i pola minowe. Pozycje te stały się punktem wyjściowym do realizacji w przyszłości operacji Horew.